# Autogeen lassen

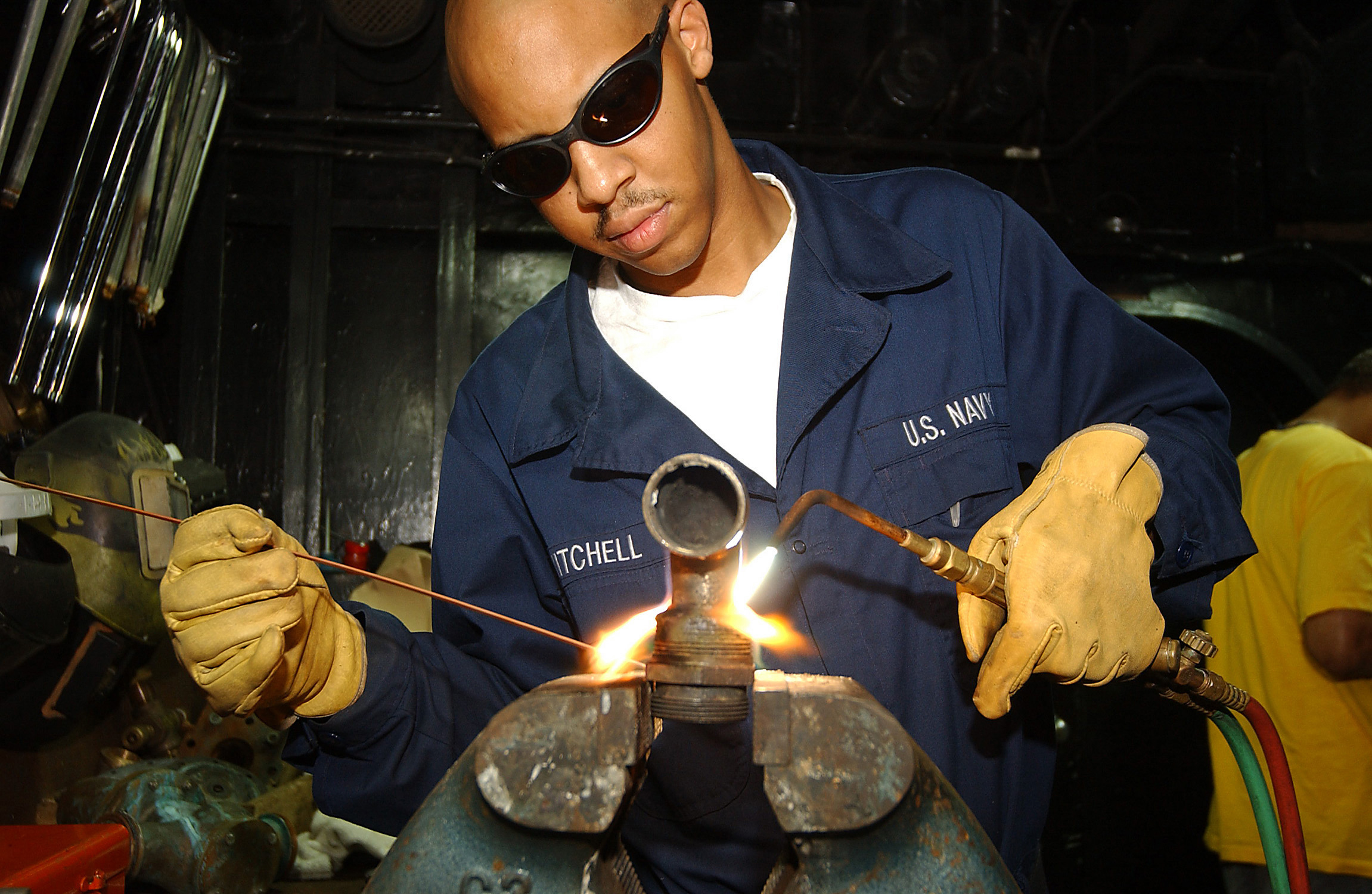
Autogeen lassen

Autogeen lassen, ook wel gassmeltlassen of zuurstof-acetyleenlassen genoemd, is een lasmethode die gebruikmaakt van een zeer hete vlam. Meestal wordt gebruikgemaakt van de reactie van ethyn (acetyleen) met zuivere zuurstof.

## Geschiedenis
De term autogeen lassen komt uit het Frans (soudure autogène) en werd door E. Desbasseyns de Richemont in 1840 ingevoerd. Er waren op laboratoriumschaal toen al blaaspijpen gebaseerd op waterstof en zuurstof. De Richemont vond een versie uit die met lucht en waterstof werkte en voor lasdoeleinden geschikt was. Ethyn was sinds 1836 bekend maar een acetyleenbrander werd pas in 1887 ontwikkeld. 
Er was toen al een ontwikkeling van het elektrisch lassen op gang gekomen en tot de jaren 1930 is er een concurrentieslag geweest tussen de twee lasprincipes. Uiteindelijk werd de slag grotendeels ten nadele van het autogeen lassen beslecht.

## Kenmerken
Er wordt gebruikgemaakt van de hitte die vrijkomt bij een sterk exotherme chemische reactie. De brander wordt meestal gevoed met een gasmengsel, omdat het bij gebruikmaking van zuurstof uit de lucht in de regel niet lukt om voldoende hoge temperaturen te bereiken. Gebruikmaking van een mengsel van ethyn en zuivere zuurstof levert een vlamtemperatuur op van meer dan 3100°C.
Overigens zijn er diverse stoffen die kunnen branden met een nog veel hetere vlam dan wat met ethyn haalbaar is, bijvoorbeeld: oxalonitril (4525°C) en dicyanoacetyleen (4987°C).
Bij autogeen lassen met ethyn treden twee reacties op. De eerste gebeurt binnenin de vlam:
C2H2 + O2 → 2CO + H2 + E
De oxidatie van deze stoffen gebeurt in de vlammantel. Het resultaat van die reactie is:
4CO + 2H2 + 3O2 → 4CO2 + 2H2O + E

## Proces

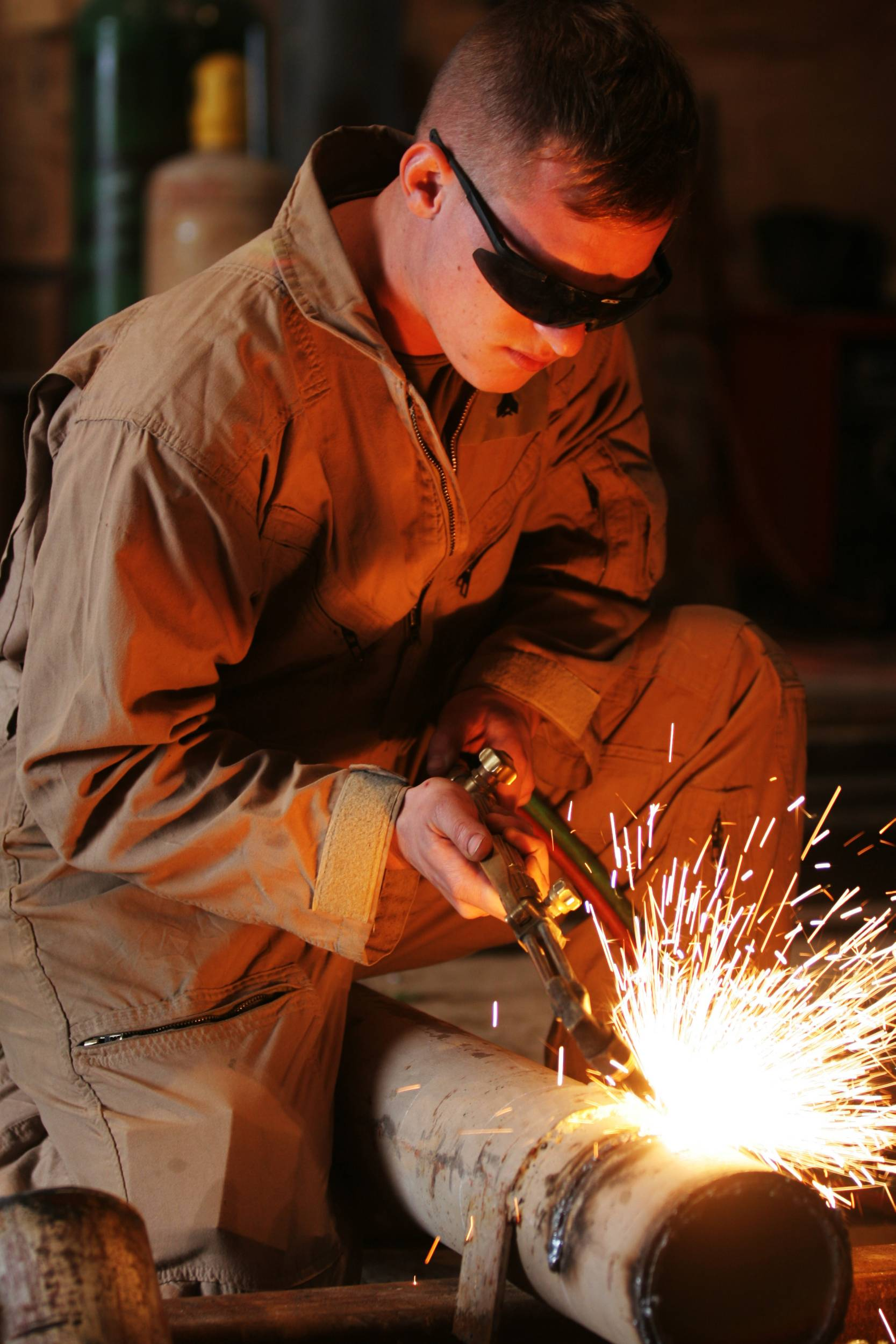
Autogeen snijden

Bij het lassen wordt gebruikgemaakt van een speciale brander. In Vlaanderen wordt deze meestal aangeduid met de Franse benaming chalumeau. Deze wordt in de ene hand gehouden en een staaf vulmiddel in de andere.
Het afregelen van de lasvlam is belangrijk. Een overschot aan zuurstof tast het werkstuk aan; een overschot aan ethyn kan niet op tijd verbranden en geeft te weinig hitte.

De vlam kan op 3 mogelijke manieren geregeld zijn:
- Carburerende lasvlam: Bij deze vlam wordt er te veel ethyn toegevoegd, in verhouding tot de zuurstof. De vlam heeft geen scherpe kegel maar een lange gele pluim.
- Neutrale lasvlam: Dit is de juiste lasvlam. De kegel van de vlam is zo groot mogelijk geregeld, maar zonder dat er een pluim ontstaat. De kegel heeft vooraan een afgeronde punt. Bij deze vlam wordt alle aanwezige zuurstof aan het ethyn gebonden, zodat automatisch geen zuurstof overblijft om het werkstuk te kunnen verbranden. Zo heeft het gas meteen de functie van beschermgas.
- Oxiderende lasvlam: Bij deze vlam is er te weinig ethyn geregeld. Er ontstaat een te kleine kegel met een scherpe punt. Door de overmaat aan zuurstof die in de lasvlam aanwezig is verbrandt het smeltbad tijdens het lassen. Dit kan ook opzettelijk gebruikt worden om het werkstuk te verbranden. Dit is de werking van een snijbrander.

Er zijn twee technieken voor het maken van een lasverbinding, de stekende en slepende methode. Tot 4 mm materiaaldikte is de stekende methode gebruikelijk, en bij een dikte van het materiaal > 6 mm wordt de slepende methode gebruikt. Bij rechtshandige mensen wordt hier ook wel gesproken over resp. 'naar links' en 'naar rechts' lassen, maar bij linkshandige mensen is dit natuurlijk precies andersom.
- Stekend of duwend lassen: Bij de stekende methode wordt het toevoegmateriaal (lasdraad) door de laskegel heen in het smeltbad gedrukt waarbij de brander naar voren wordt gebracht om het smeltbad te laten stollen en uiteindelijk de las tot stand te brengen.
- Slepend of trekkend lassen: Bij de slepende lasmethode staat de laskegel tegen het smeltbad in te branden, het toevoegmateriaal (lasdraad) wordt dan met een draaiende beweging afgesmolten in het smeltbad en de laskegel wordt terug getrokken van het smeltbad om uiteindelijk de las tot stand te brengen.

## Toepassingen
Autogeen lassen is tegenwoordig grotendeels vervangen door het elektrisch lassen, zoals het lassen met beklede elektrode, MIG/MAG lassen en TIG-lassen. Autogeen-apparatuur kan op 3 verschillende manieren worden toegepast:
- Lassen van laag gelegeerd staal tot max. 8mm plaatdikte.
- Hardsolderen van non-ferrometalen zoals koper en zilver.
- Snijbranden van staalsoorten.

## Voor- en nadelen

### Voordelen
- Het toepassingsgebied is breed: Er kunnen veel materialen gelast worden, in vele dikten. Het is met dezelfde apparatuur ook mogelijk om te solderen en te snijbranden.
- De apparatuur is relatief goedkoop.
- Er is geen elektriciteit nodig, zodat ook op afgelegen locaties gelast kan worden.
- Er hoeft geen materiaal toegevoegd te worden; het is dus (desgewenst) mogelijk materiaal van het werkstuk zelf aaneen te laten vloeien.
- Het is mogelijk materialen te lassen die elektrische stroom niet of slecht geleiden.

### Nadelen
- Er zijn zware gasflessen nodig (hoewel er ook kleine flessen zijn, maar daarmee kan men maar korte tijd achtereen lassen).
- Er is een brand- en explosiegevaar, doordat met zeer brandbare gassen gewerkt wordt.
- Autogeen lassen vergt deskundigheid, vooral vanwege brandgevaar en het risico op vlamterugslag (zie hieronder).
- Er moet relatief veel warmte toegevoerd worden, doordat veel warmte verloren gaat doordat verbrandingsgassen naar de omgeving stromen.
- Doordat veel warmte niet precies op de las terechtkomt maar in de nabije omgeving, is er een relatief grote kans op vervorming van het werkstuk.
- In een kleine ruimte wordt het vaak snel erg heet, en door het bij de reactie vrijkomende kooldioxide ook benauwd. Dat kan vooral een bezwaar zijn als langdurig achtereen gelast moet worden.

## Veiligheid

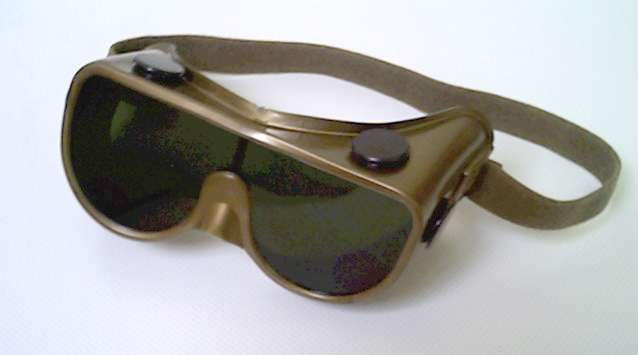
Lasbril

De bescherming voor de ogen bestaat uit een soort laboratoriumbril met een donker kijkvenster.
Verder moet opgelet worden waarheen de lasvlam op een onbedacht moment gericht wordt.
Bij het aansteken van de vlam wordt eerst de zuurstofkraan geopend en daarna de acetyleenkraan. Na het lassen gaat het in omgekeerde volgorde: eerst wordt de acetyleenkraan dichtgezet, daarna wordt de zuurstofkraan uitgezet. (Anders ontstaat er roetvorming in de brander)
Terugslag is het terugstromen van het brandbare gasmengsel in de brander. Dit kan verschillende oorzaken hebben maar over het algemeen vindt een terugslag plaats doordat de brander te dicht op het smeltbad gehouden wordt. Bij een vlamterugslag schiet de vlam de brander en/of de slang in. In geval van een terugslag is het uiterst belangrijk het volgende in de juiste volgorde doen:
1. Zuurstofafsluiter open laten
2. Gasafsluiter dichtdraaien
3. Brander laten afkoelen alvorens weer aan te steken. (evt brander met geopende zuurstofkraan in emmer water af laten koelen)

Om de gasafnamepunten voor brandbaar gas en voor zuurstof bij gasdistributie of de reduceerventielen op gasflessen te beschermen kan men gebruikmaken van verschillende veiligheidsvoorzieningen. In Nederland is minimaal een vlamdover op elke aansluiting voor acetyleen bij wet verplicht. Echter een werkgever in deze branche is verplicht om de veiligheid van zijn medewerkers te bewaken; daarom is het zeer aan te raden ook de zuurstofaansluiting van een vlamdover te voorzien.